# جرج روی هیل
جرج روی هیل (انگلیسی: George Roy Hill؛ زادهٔ ۲۰ دسامبر ۱۹۲۱ درگذشتهٔ ۲۷ دسامبر ۲۰۰۲) کارگردان اهل ایالات متحده آمریکا بود.

## فیلم‌شناسی
کارگردانی
| سال  | فیلم                      | نامزدی اسکار | برنده اسکار | نامزدی بفتا | برنده بفتا | نامزدی گلدن گلوب | برنده گلدن گلوب |
| ---- | ------------------------- | ------------ | ----------- | ----------- | ---------- | ---------------- | --------------- |
| ۱۹۶۲ | Period of Adjustment      | ۱            |             |             |            | ۲                |                 |
| ۱۹۶۳ | Toys in the Attic         | ۱            |             |             |            | ۲                |                 |
| ۱۹۶۴ | The World of Henry Orient |              |             |             |            | ۱                |                 |
| ۱۹۶۶ | هاوایی                    | ۷            |             |             |            | ۳                | ۲               |
| ۱۹۶۷ | میلی کاملا مدرن           | ۷            | ۱           |             |            | ۵                | ۱               |
| ۱۹۶۹ | بوچ کسیدی و ساندنس کید    | ۷            | ۴           | ۱۰          | ۹          | ۴                | ۱               |
| ۱۹۷۲ | سلاخ‌خانه شماره پنج        |              |             |             |            | ۱                |                 |
| ۱۹۷۳ | نیش                       | ۱۰           | ۷           |             |            | ۱                |                 |
| ۱۹۷۵ | والدو پپر بزرگ            |              |             |             |            |                  |                 |
| ۱۹۷۷ | ضربه محکم                 |              |             |             |            |                  |                 |
| ۱۹۷۹ | یک عاشقانه کوچک           | ۲            | ۱           |             |            | ۲                |                 |
| ۱۹۸۲ | جهان به گفته گارپ         | ۲            |             |             |            |                  |                 |
| ۱۹۸۴ | دختر درامر کوچک           |              |             |             |            |                  |                 |
| ۱۹۸۸ | Funny Farm                |              |             |             |            |                  |                 |
|      | مجموع                     | ۳۷           | ۱۳          | ۱۰          | ۹          | ۲۱               | ۴               |